# سندس جمال الحسيني
سندس جمال الحسيني كاتبة مصرية من مواليد القاهرة 5 أغسطس 1987، تخصصت في كتابة القصة القصيرة حيث بدأت في نشرها بالمجلات والمنتديات وهي في سن الثالثة عشر كما حصلت على عدة جوائز للشباب والنشأ، وهي تعمل كمترجمة لغة ألمانية وإنجليزية وكاتبة سيناريو أفلام وثائقية ودعائية.
حصلت على ليسانس الألسن من جامعة عين شمس قسم اللغة الألمانية دفعة 2008، وعلى دبلومة تعليم اللغة العربية للناطقين بغيرها من جامعة القاهرة 2012 صدر لها مجموعة قصصية واحدة بعنوان ترعبهم أنفسهم عن دار روعة للنشر والتوزيع.

## جوائز
- المركز الأول بمسابقة القصة القصيرة للشباب من دار الهلال 2001
- المركز الأول بمسابقة القصة القصيرة على مستوى كليةالألسن جامعة عين شمس 2006
- المركز الأول بمسابقة القصة القصيرة على مستوى جامعة عين شمس 2008
- المركز الأول بمسابقة الأبحاث الطلابية على مستوى الجامعات المصرية 2008
- قام المعهد الأوروبي للبحر المتوسط ببرشلونة بأسبانيا بتكريم الكاتبة المصرية سندس جمال خلف الحسيني لاختيار قصتها القصيرة «الرائعتان – the two superb» من بين أفضل 15 قصة في مسابقة بحر من الكلمات التي تنافس فيها قصص من 42 دولة من حوض البحر الأبيض المتوسط وكانت هي الكاتبة المصرية الوحيدة 2013

### ترعبهم أنفسهم
مجموعة قصصية للكاتبة سندس جمال الحسيني صدرت في يناير 2013  تحتوي على 30 قصة قصيرة تتنوع مواضيعها بين أغوار النفس البشرية وحب الثورة والتمرد وكره الأغلال وذكريات مواليد الثمانينيات والتسعينيات.

### فقرة الغلاف من قصة ترعبهم أنفسهم
ها أنت تحلم بالمجد كمن سبقك.. ها أنت تذكر الحرية والسلام في جملة واحدة مع إعدام الكتب.. 
ها أنت صورة طبق الأصل من السجان..ولو نظرت في المرآة سترى من كرهته يبتسم لك في سماجة.. ويعلن أنه الأقوى..
إنها غابة وأنت تعتقد أن كونك تلعب فيها دور القرد المشاغب الآن سيمنعك عن لعب دور الضبع المسعور حين تنفتح لك خزائن الأرض.. 
وكلهم يفعلون يا صديقي..